# Erika (canção)

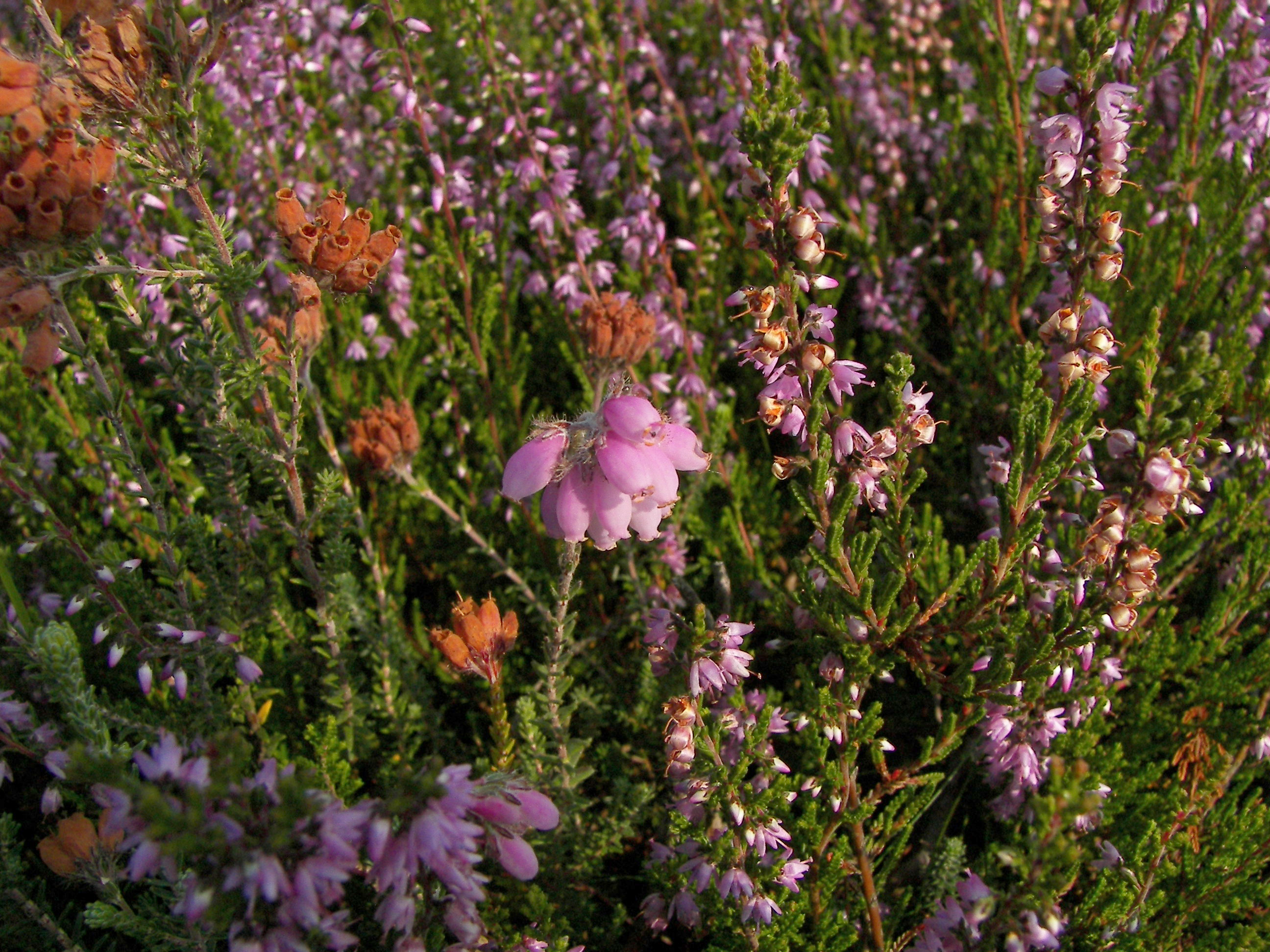
Erica tetralix, "Erika"

"Erika" é uma canção de marcha usada pelos militares alemães, se popularizou durante o regime nazista. A canção foi composta por Herms Niel na década de 1930 e logo passou a ser usada pelas forças armadas do Terceiro Reich. Até hoje é cantada na Bundeswehr e em outras companhias dos mais diversos países. É uma canção conhecida na França por ter sido notadamente cantada pela Wehrmacht durante a Segunda Guerra Mundial.
A letra e a melodia da música foram escritas por Herms Niel, um compositor alemão de marchas. Já era popular antes do início da Segunda Guerra Mundial.
Herms Niel se juntou ao Partido Nacional-Socialista dos Trabalhadores Alemães no início de maio de 1933 e escreveu muitas canções de marcha.
Erika foi criada para a Waffen-SS e votada pela rádio de Joseph Goebbels como a melhor música de todos os tempos. A Wehrmacht adotou-a logo em seguida e ficou conhecida como a marcha mais famosa do Exército Alemão.
Conta a história de um soldado que se despede da sua amada com a esperança de reencontrá-la.

## Origens
"Erika" é um nome feminino alemão comum e também é o termo alemão para urze. A letra e a melodia da música foram escritas por Herms Niel, um compositor alemão de marchas. O ano exato da origem da música não é conhecido; muitas vezes a data é dada como "cerca de 1930", uma data que, no entanto, não foi comprovada. A canção foi originalmente publicada em 1938 pela editora Louis Oertel em Großburgwedel. Tinha sido popular antes do início da Segunda Guerra Mundial. A música incentiva o trabalho duro e, de acordo com Michael Tillotson, nenhuma outra música de marcha durante a Segunda Guerra Mundial alcançou a popularidade de Erika. Foi amplamente tocada em grandes eventos políticos.

## Letra
1. Auf der Heide blüht ein kleines Blümelein (xxx) und das heißt (xxx) Erika. (xxx) Heiß von hunderttausend kleinen Bienelein (xxx) wird umschwärmt (xxx) Erika. (xxx) Denn ihr Herz ist voller Süßigkeit, (xxx) zarter Duft entströmt dem Blütenkleid. (xxx) Auf der Heide blüht ein kleines blümelein (xxx) und das heißt (xxx) Erika. (xxx)
2. In der Heimat wohnt ein kleines Mägdelein und das heißt Erika. Dieses Mädel ist mein treues Schätzelein und mein Glück, Erika. Wenn das Heidekraut rot-lila blüht, singe ich zum Gruß ihr dieses Lied. Auf der Heide blüht ein kleines Blümelein und das heißt: Erika.

3. In mein'm Kämmerlein blüht auch ein Blümelein und das heißt Erika. Schon beim Morgengrau'n sowie beim Dämmerschein schaut's mich an, Erika. Und dann ist es mir, als spräch' es laut: "Denkst du auch an deine kleine Braut?" In der Heimat weint um dich ein Mägdelein und das heißt Erika.